# Und Pippa tanzt!
Und Pippa tanzt! ist ein Märchendrama in vier Akten  von Gerhart Hauptmann, das im Herbst 1905 entstand und am 19. Januar 1906 im Berliner Lessingtheater uraufgeführt wurde.
Vier Männer begehren – jeder auf seine Art – die apollinische Pippa, eine überaus zarte Kristallglaspuppe, deren Tanz an Schmetterling, Vogel und Funke erinnert. Pippa mit dem herrlich tizianblondem Haar zerbricht an dem dionysischen Waldschrat Huhn.

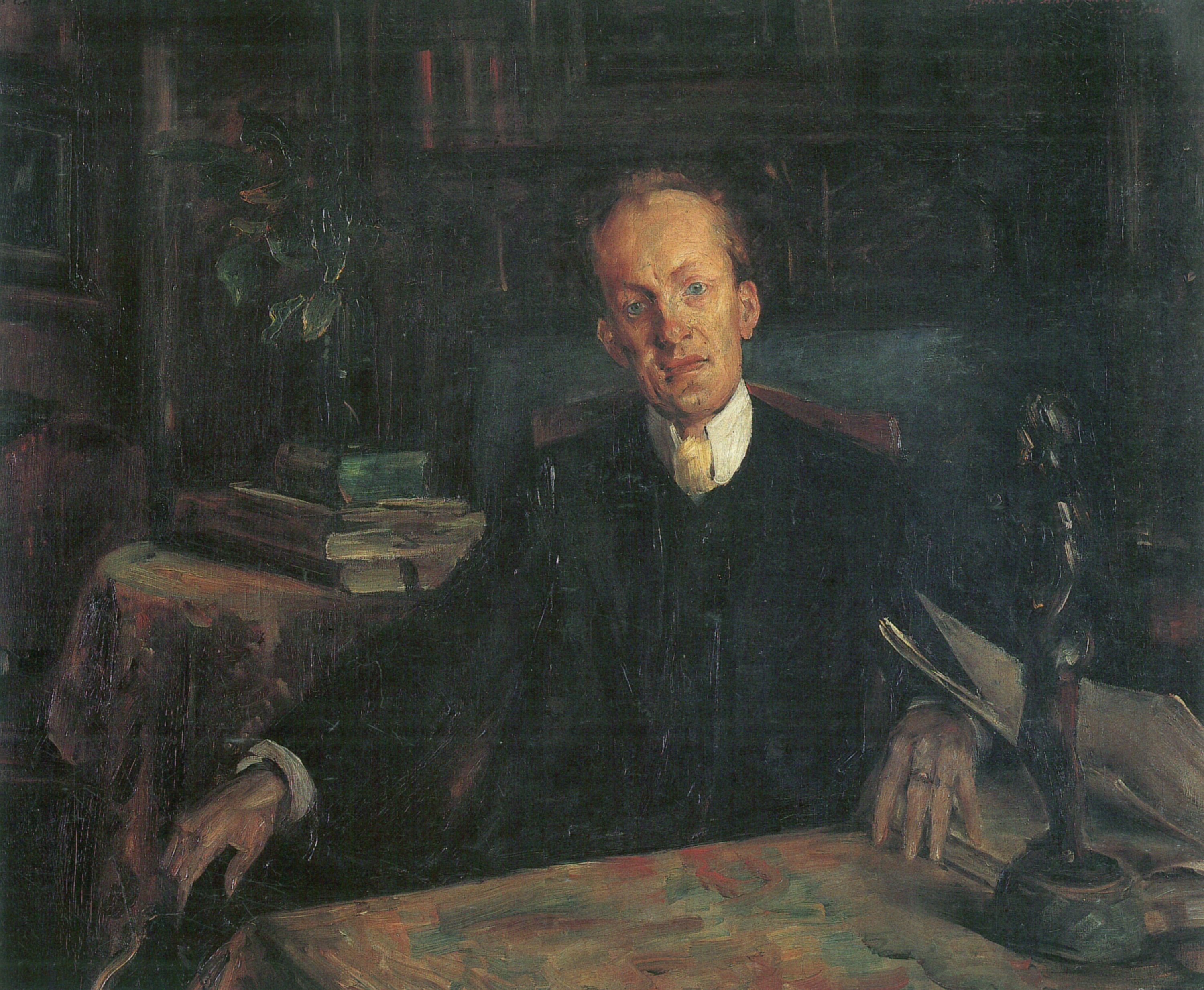
Gerhart Hauptmann auf einem Gemälde von Lovis Corinth anno 1900

## Überblick
Gerhart Hauptmann erläutert, „das Märchen spielt im schlesischen Gebirge zur Zeit des Hochwinters“. Der Autor startet einen „dichterischen Befreiungsversuch“; spaltet sich in vier Instanzen auf, die sich allesamt von der Kindfrau Pippa, der Tochter des Glastechnikers Tagliazoni aus Murano, bezaubern lassen. Die vier Herren können als zwei Gegensatzpaare begriffen werden. Da stehen zum einen der Glashüttendirektor für den Logos und Michael Lebrecht Hellriegel, Michel genannt, für die Phantasie des romantisch-deutschen Jünglings. Zum anderen repräsentieren der uralte weise Wann in dem Mythendrama den überlegenen Geist und Huhn das Ekstatische.
Pippas Tod gegen Ende des Stücks wird erklärlich, wenn ein Ausspruch des Glashüttendirektors für bare Münze genommen wird. Als Pippa erstmals im Märchen auftritt, sagt er zu ihr: „Du stammst ja doch eigentlich aus dem Glasofen: mir hat das nämlich gestern geträumt.“ Die gläserne Kunstfigur stirbt dann so: Pippa, die tanzen muss, weil sie sonst stirbt, wird vom ehemaligen Glasbläser Huhn zum Tanz aufgefordert. Und „er zerdrückt das Trinkglas; … die Scherben klirren. Pippa durchzuckt es, und eine plötzliche Starre befällt sie … Sie wankt, und Wann fängt sie mit den Armen auf. Sie ist tot.“ Huhn stirbt gleich mit.

## Inhalt
Weit und breit ist nichts als Schnee, Fichten und bittere Kälte. Drinnen in der geheizten Schenke des alten Wende im Rotwassergrund, einer böhmisch-deutschen Kaschemme, umtanzt Pippa – zum Vergnügen der Gäste – den alten wahnsinnigen Huhn. Der täppische Greis kann das flatterhafte Wesen nicht fangen.
Pippas Vater wird vom Direktor in der Glashütte dringend gebraucht. Der Glasmacher betrügt aber im Wirtshaus beim Kartenspiel und wird dafür von schlesischen Glasarbeitern umgebracht. Der alte Huhn, dieser raue Naturbursche, verschleppt Pippa in seine einsame, verwahrloste Hütte, aber Michel Hellriegel, Sohn einer Obstfrau, der sich einen fahrenden Künstler nennt, naht, befreit das schöne Kind und führt es in das komfortable „mitteldeutsche Observatorium“ des mindestens 90-jährigen Wann, auf tausend Meter Höhe über dem Meeresspiegel. Huhn wird vom weisen Wann im Zweikampf besiegt. Als Pippa während ihres letzten Tanzes vom alten Huhn mit in den Tod gerissen wird, erblindet Michel Hellriegel und kann die geplante Italienreise zusammen mit der Geliebten nur in Gedanken antreten.

## Uraufführung
Bei der Uraufführung spielte die sechzehnjährige Ida Orloff in der Titelrolle, Rudolf Rittner den entlassenen Glasbläser Huhn, Willy Grunwald den Handwerksburschen Michel Hellriegel und Oscar Sauer war als milde, mythische Persönlichkeit Wann zu sehen.

## Selbstzeugnisse
- Gerhart Hauptmann über sein Stück nach der Premiere zu Schnitzler: „Jetzt versteh ichs schon selber nicht.“[11]
- „Hellriegel ist das reine, naive, kindlich-gläubige Element, Huhn die Kraft des rohen und wilden Triebes, der Direktor das, was zynisch an dem Triebe schmarutzt, zugleich das Genießerische auf Grund kalten Raffinements – aber auch etwas mehr. Wann ist das Überlegene, Hohe, Gestalthafte des Dichters selbst. Es ist, was dieser sein möchte. Herr im Spiel.“[12]
- 1935 nach der Dresdner Premiere mit Manja Behrens als Pippa: „Wie Frau Behrens spricht, möchte ich gesprochen werden.“[13]

## Weitere Premieren
- 1919, mit Else Eckersberg in der Titelrolle
- 1921, Staatstheater Stuttgart[14]
- 1935, Staatsschauspiel Dresden mit Manja Behrens in der Titelrolle
- Städtische Bühnen Frankfurt mit Lieselotte Quilling in der Titelrolle
- 1957, Schauspielhaus Zürich, Bühnenbild: Toni Businger
- 1988, Münchner Kammerspiele. Regie: Thomas Langhoff, mit Anne Bennent in der Titelrolle, Claus Eberth als Glashüttendirektor und Helmut Pick als Glasmacher Tagliazoni
- 14. März 2015, Schauspiel Köln in der Halle Kalk, Regie: Moritz Sostmann mit Magda Lena Schlott.[15][16][17]

## Adaptionen

### Bühnenmusik
- 1906 UA: Max Marschalk, op. 30
- 1922: Oskar von Chelius. Symphonische Dichtung, op. 28

### Oper
- Mai 1948: Opernhaus Halle. Oper von Walter Schartner
- 1982: Opernhaus Leipzig. Oper in drei Akten von Peter Richter de Rangenier
- 1990: Städtische Bühnen Münster. Oper von Anton Ruppert, Libretto: R. Goldschlager

### Hörspiel
- 18. Oktober 1924: Nordische Rundfunk AG. Mit Ida Orloff in der Titelrolle, Friedrich Siems als Michel Hellriegel und Richard Ohnsorg als Glashüttendirektor
- 1950: Regie: Irene Kürschner

### Fernsehen
- 1961: BR: TV-Fassung des Stücks von Fritz Umgelter mit Gitty Djamal, Gustav Knuth, Wolfgang Reichmann, Herbert Weicker und Carl Wery.[18]

### Illustrationen zu Buchausgaben
- 1968: Walter Eberhard Loch

## Rezeption
- 1906
  - Maximilian Harden nach der Premiere zu Mathilde Rathenau: Bis auf „allerliebste Sächelchen“ sei das Stück verfehlt.[19]
  - Rilke und auch Paul Schlenther sind gegen das Stück eingenommen.[20]
  - Alfred Kerr in Die Neue Rundschau: Glosse: Und Pippa tanzt
  - Jacobsohn spricht sich in der Schaubühne gegen die „eckige“ Titelfigur aus.[21]
- Alfred Polgar kritisiert: „Während des Schlußakts, wenn das Symbolische sich immer tiefer in das Lebendige einfrißt, die Figuren immer anämischer werden, die Vorgänge immer prinzipieller, stellt sich Ermüdung ein. Das letzte Wort behalten die Langeweile und der Respekt.“[22]
- 1952: Mayer schreibt zur Reaktion des Premierenpublikums im Winter 1906, die einen hätten das sinnlose Spiel „mit undeutlichen Märchensymbolen“ ad acta gelegt und die anderen seien von der „großen Dichtung“ tief erschüttert worden.[23] Gerhart Hauptmann habe aus dem Sagenschatz des Riesengebirges um die Burg Kynast bei Agnetendorf geschöpft. Den Namen seiner Glaspuppe habe der Autor aus Robert Brownings „Pippa geht vorbei“.[24]
- 1984: Nach Sprengel wurde das ratlose Premierenpublikum auch noch von dem neuen Gemenge aus Wirklichkeit (Kartenspieler im ersten Akt) und Märchen (Rest des Dramas) irritiert.[25]
- 1993: Seyppel nennt den alten Wann eine Jakob-Böhme-Gestalt.[26]
- 1995: Nach Leppmann habe Gerhart Hauptmann das Drama für Ida Orloff geschrieben.[27] Das Stück ist der erste Teil der geplanten Tetralogie Walenzauber (Walen = schlesische Goldsucher, auch Venediger[28]) und sollte in der Gaukelfuhre (auch Galahad), dritter Teil der geplanten Trilogie Valenzauber, weitergeführt werden.[29]
- 2004: Sprengel weist auf jene zwei Tanzszenen[30] hin, die das Stück zusammenhielten[31] und nimmt das Märchen als Allegorie auf den künstlerischen Schaffensprozess.[32]
- 2012: Sprengel sieht acht Jahre später Pippa als Mädchen aus Fleisch und Blut.[33]

### Buchausgaben
Erstausgabe:
- Und Pippa tanzt! Ein Glashüttenmärchen in vier Akten. S. Fischer, Berlin 1906[34]

Verwendete Ausgabe:
- Und Pippa tanzt! Ein Glashüttenmärchen. S. 95–164 in Gerhart Hauptmann: Ausgewählte Dramen in vier Bänden. Bd. 3. 617 Seiten. Aufbau-Verlag, Berlin 1952

### Sekundärliteratur
- Gerhart Hauptmann: Ausgewählte Dramen in vier Bänden. Bd. 1. Mit einer Einführung in das dramatische Werk Gerhart Hauptmanns von Hans Mayer. 692 Seiten. Aufbau-Verlag, Berlin 1952
- Und Pippa tanzt! S. 173–185 in Peter Sprengel: Gerhart Hauptmann. Epoche – Werk – Wirkung. 298 Seiten. C.H. Beck, München 1984 (Beck’sche Elementarbücher), ISBN 3-406-30238-6
- Joachim Seyppel: Gerhart Hauptmann (Köpfe des 20. Jahrhunderts; 121). Überarbeitete Neuauflage. Morgenbuch-Verlag, Berlin 1993, ISBN 3-371-00378-7
- Wolfgang Leppmann: Gerhart Hauptmann. Eine Biographie. Ullstein, Berlin 1996 (Ullstein-Buch 35608), 415 Seiten, ISBN 3-548-35608-7 (identischer Text mit ISBN 3-549-05469-6, Propyläen, Berlin 1995, untertitelt mit Die Biographie)
- Friedhelm Marx: Gerhart Hauptmann. Reclam, Stuttgart 1998 (RUB 17608, Reihe Literaturstudium). 403 Seiten, ISBN 3-15-017608-5
- Peter Sprengel: Geschichte der deutschsprachigen Literatur 1900–1918. Von der Jahrhundertwende bis zum Ende des Ersten Weltkriegs. C.H. Beck, München 2004, ISBN 3-406-52178-9.
- Peter Sprengel: Gerhart Hauptmann. Bürgerlichkeit und großer Traum. Eine Biographie. 848 Seiten. C.H. Beck, München 2012 (1. Aufl.), ISBN 978-3-406-64045-2